# Cerberus Capital Management
Cerberus Capital Management, L.P. – jedna z największych amerykańskich firm inwestycyjnych (private equity). Siedzibą władz spółki jest Nowy Jork. Obecnym prezesem jest finansista Steve Feinberg. W przeszłości prezesem międzynarodowej sekcji oraz rzecznikiem przedsiębiorstwa był były wiceprezydent Stanów Zjednoczonych Dan Quayle. Biura znajdują się w Atlancie, Chicago, Los Angeles, Londynie, Baarn, Frankfurcie, Hongkongu, Tokio, Pekinie, Osace, Tajpej i w Dubaju. W 2006 r. wartość holdingów kontrolowanych przez przedsiębiorstwo oscylowała w granicach 24 mld USD.
Założona przez Steve’a Fainberga w 1992 r. firma inwestycyjna od początku istnienia buduje swoją renomę na wyszukiwaniu niedocenianych spółek, pomoc w ich odmłodzeniu przy jednoczesnym pozostawieniu kadry zarządzającej. Taka wizja inwestowania różni Feinberga od wielu jego konkurentów z branży, którzy przejmują przedsiębiorstwa z zamiarem uszczuplenia ich aktywów kapitałowych i sprzedaży z zyskiem po pewnym czasie. Nazwa przedsiębiorstwa nawiązuje do Cerbera – trzygłowego psa z mitologii greckiej, strażnika bram do Hadesu. Założyciel przyznał jednak, że mimo iż na początku taka nazwa wydawała się dobrym pomysłem to po czasie żałuje, że w nazwie znajduje się mitologiczny pies.
Spółka na przestrzeni ostatnich kilkunastu lat była bardzo aktywnym graczem w segmencie inwestycyjnym w takich branżach jak: samochodowa, militarna, produkcja odzieży sportowej, produkcja papieru, nieruchomości, energetyczna, handlowa, produkcja szkła, transportowa.
14 maja 2007 za 7,4 mld USD Cerberus przejął większościowy pakiet akcyjny amerykańskiego koncernu motoryzacyjnego Chrysler.
W 2024, poprzez spółkę zależną, podpisał z polskim Bankowym Funduszem Gwarancyjnym i Systemem Ochrony Banków Komercyjnych przedwstępną umowę zakupu 100% akcji VeloBanku.